# Condado de Lincoln (Tennessee)
O Condado de Lincoln é um dos 95 condados do Estado americano do Tennessee. A sede do condado é Fayetteville, e sua maior cidade é Fayetteville. O condado possui uma área de 1 478 km² (dos quais 1 km² estão cobertos por água), uma população de 31 340 habitantes, e uma densidade populacional de 21 hab/km² (segundo o censo nacional de 2000). O condado foi fundado em 1809.